# بروجيستين
بروجيستين
```
(
بالإنجليزية
: 
Progestin
)‏
 هو مركب كيميائي يتوفر في شكل حقن وحبوب منع الحمل . يعطى هذا الدواء لكبت هرمون البروجوستيرون الذي يفرزه جسم المرأة .
```

يستخدم في علاج حالات النزيف الحاد الناتج من تبدل وتغير نسبة الهرمونات .وأكثر الاستخدامات شيوعا هو في تحديد النسل الهرموني وعلاج هرمون انقطاع الطمث. ويمكن أيضا أن تستخدم في علاج أمراض النساء، لدعم الخصوبة والحمل، لخفض مستويات هرمون الجنس لأغراض مختلفة، وغيرها من المؤشرات. البروجستين تستخدم وحدها أو بالاشتراك مع هرمون الاستروجين.